# ألان هولمز (لاعب كرة قدم أسترالية)
ألان هولمز (بالإنجليزية: Allan Holmes)‏ هو لاعب كرة قدم أسترالية أسترالي، ولد في 19 يوليو 1952.

## وصلات خارجية
- ألان هولمز على موقع AustralianFootball.com (الإنجليزية)
- ألان هولمز على موقع AFLtables.com (الإنجليزية)